# ラム酒の反乱
ラム酒の反乱（Rum Rebellion）は、1808年に起きた暴動で、オーストラリア史で唯一成功した、武力行使による政府の乗っ取りである。19世紀にはこの反乱は広く大乱（Great Rebellion）と呼ばれた。ニューサウスウェールズの総督ウィリアム・ブライは、ジョージ・ジョンストン少佐指揮下のニューサウスウェールズ軍団及びその軍団と緊密に連携したジョン・マッカーサーにより、1808年1月26日に総督職を退任させられた。アーサー・フィリップがオーストラリアにヨーロッパの植民地を建てた、その20年後のことであった。その後、ニューサウスウェールズは軍の支配下に置かれ、軍の上級士官がシドニーに駐屯して総督代理としてふるまった。この軍による支配は、1810年の始めに、ラックラン・マッコーリー陸軍少将が総督としてイギリスから赴任するまで続いた。

## ブライ総督の就任

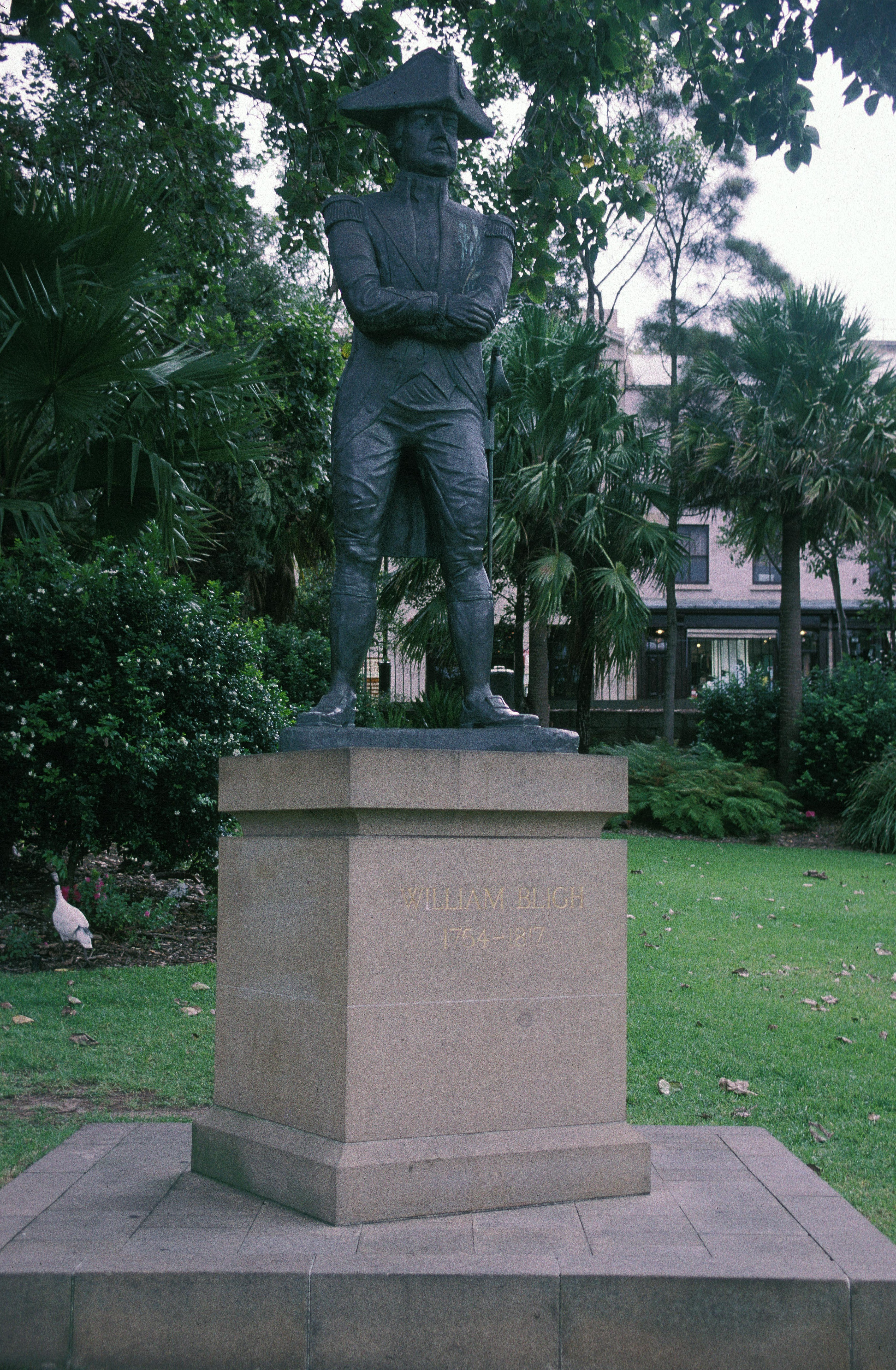
シドニーにあるブライの像

ウィリアム・ブライはイギリス海軍士官、第4代ニューサウスウェールズ総督であって、バウンティ号の反乱で自らが指揮していた艦から追われたことで著名な人物である。ブライがフィリップ・ギドリー・キング総督の後任となったのは1805年のことで、サー・ジョゼフ・バンクスから総督就任を勧められた。勤勉な人物であるという評価ゆえに、イギリス政府から選任されたと思われる。ブライは、前任者が手に負えなかった、反体制側のニューサウスウェールズ軍団を徹底的に抑え込むことを期待されており、娘のメアリー・パットランドと、その夫と共にシドニーへ向かったが、妻はイギリスに残った。
しかし、まだシドニーに到着もしないうちから、ブライの仕事のやり方は、部下たちとの間に問題を生ずる結果となった。海軍本部は、補給艦のポーポイズとその護送船団の指揮を、階級の低いジョセフ・ショートに任せ、ブライには輸送艦の指揮を命じた。これによって両者の間に仲たがいが生じ、ついにはショートがブライを信号に従わせようとして、ブライの艦の船首を砲撃するに至った。これは失敗に終わったため、ショートは、ブライの娘婿であるパットランド海尉に、ブライの艦の砲撃準備をする命令を与えようと試みた。。しかしブライはショートの艦ポーポイズに乗りこみ、護送船団の支配権を強奪した。
一行はシドニーに到着し、ブライは、ショートの2人の部下の供述に後押しされ、ポーポイズの艦長の座を剥奪して娘婿にその座を与えていた。また、航海の報酬としてショートが約束されていた400エーカーの土地の払い下げを取り消し、ショートを軍法会議に出廷させるためイギリスに送り返したが、無罪放免となった 。この会議の議長であるアイザック・コフィンは海軍本部に手紙を送り、ブライに対する重要な告発を何件か行った。その告発の中には、ショートに不利な発言をするように士官に働きかけたことも含まれていた。ブライの妻は、士官の一人からこの証言を入手したが、士官はこれを否定し、バンクスをはじめブライの支援者たちは、ブライの召喚を食い止めるため当局に対してうまく圧力をかけた。

### シドニー到着

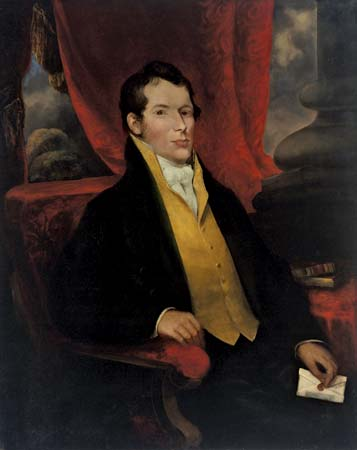
ジョン・マッカーサー

1806年8月、シドニー到着後間もなくしてブライは、駐屯軍代表のジョージ・ジョンストン少佐、文官代表のリチャード・アトキンス、そして、入植者代表のジョン・マッカーサーの署名が入った歓迎の言葉を受け取った。しかし、ほどなくしてブライはシドニーとホークスバリー川流域の自由移民、そしてかつては囚人であった入植者たちから、挨拶の言葉と共に、総勢369にも上る署名を受け取った。その署名には、字を書けないためにｘ印であるものが多かった。彼らはマッカーサーは自分たちの代表者ではないと不満を漏らしていた、それというのも、マッカーサーは羊肉の値段を釣り上げるために、羊の出荷を留保していたからだった。
ブライが最初に手がけたことは、ホークスベリー川の洪水により深刻な被害を受けた植民地の農民の救援のために、貯蔵物資を活用し、家畜を提供したことだった。この洪水は植民地の物々交換経済を崩壊させていた。物資は不足している人々に応じて分配され、食糧は、貯蔵分から返済能力に応じて貸し付ける形で配給された。これによりブライは農民から感謝されたが、洪水から莫大な利益を得ていた軍の商人たちからは敵意を持たれた。
ブライは植民地政府の指示のもと、商品の支払いにラム酒を使うことを禁じて、植民地内の取引を正常化しようとした。1807年、ブライは植民地政府にこの方針を通達したが、抗議されるだろうと忠告された。本国の陸軍・植民地大臣であるロバート・ステュワートはブライに、1807年12月31日に彼の指示を受け入れたという旨の手紙を送った。ブライの指示は、酒による物々交換を禁止するものであり、ハーバート・エバットは、ラム酒の反乱についてこう結論付けている「ブライは無税輸入を禁止する権限を与えられた。彼の全権のもとで取引を維持するため、不法な輸入への罰則を強制するため、そして、酒の販売について、彼の思うままに規則を設けるためであった」
エバットは、植民地内の独占主義者の対立が、酒が通貨になっていること、それ例外にも、富裕な者の権力に対抗したり、貧しい移民たちの福祉を推進したりするやり方に根差していると主張している。ブライは、植民地内の有力者に大規模な土地を分配する習慣をやめさせた。彼の任期中に許可されたのは、ほんの1600ヘクタールを越える土地だけで、その半分は自分と娘のものだった。
いっぽうで1807年の10月、ジョージ・ジョンストンは、イギリス陸軍の総司令官に正式な苦情の手紙を書いた。それにはブライが軍団を侮辱し、干渉すると書かれていた。ブライが、植民地内の影響力を持つ人々の一部を敵に回しているのは明らかだった。また、シドニーで、政府の所有地を金を払って借りている者の家を取り壊すように命令し、裕福でないものの一部とも敵対していた。

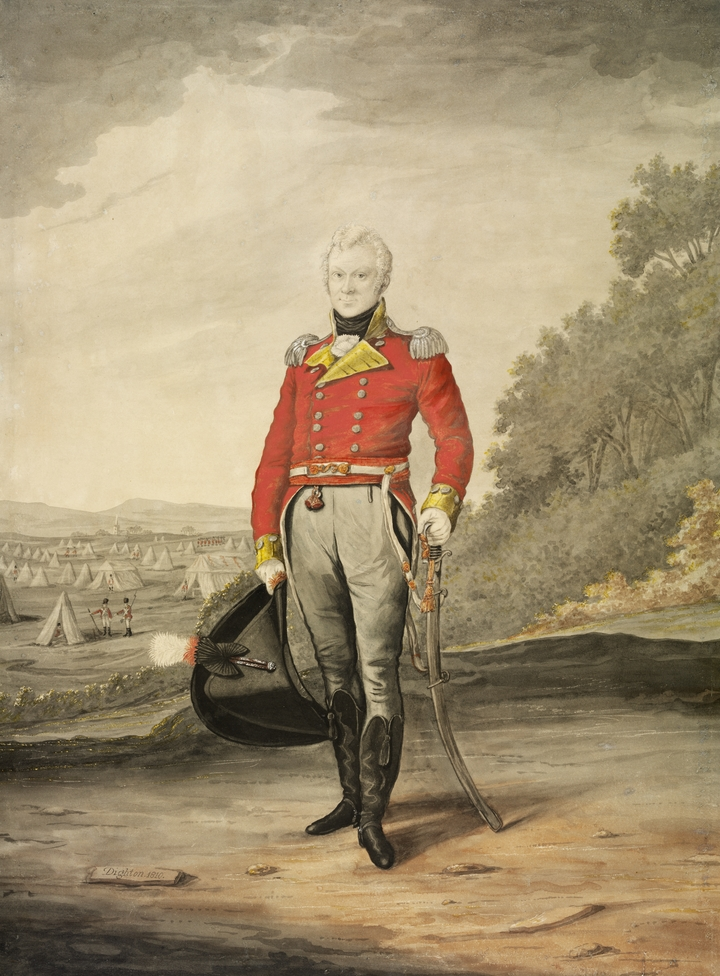
ジョージ・ジョンストン

ブライはまた、アイルランド系の犯罪者が暴動に関与した件で、告発人を含めた裁判委員にこの件を裁かせ、8人中6人が無罪放免されたものの、彼らを拘留したため一部の人々を怒らせた。また、植民地の軍医助手のダーシー・ウエントワースを有無を言わさずに解雇し、3人の商人を1か月投獄する判決を下し、ある手紙が攻撃的であるとして罰金を課した。ブライは治安判事のトマス・ジェイミソンも解雇した。
ジェイミソンは、ウエントワースがブライから軍法会議にかけられた際に、ウエントワースを支持し、またマッカーサーも擁護していた。ブライは、植民地政府に、ジェイミソンは不正直な男で、政府と反目し合っている、同様に不当な売買にも関与していると不満を漏らした。ジェイミソンは腕のいい軍医でもあったため、ブライは、代わりがいないと言うだけの理由で、軍医の仕事を続けさせた。後にジェイミソンは、1808年1月マッカーサーに加担してブライを退任させ、彼自身は、反乱軍による政府により治安判事と海軍士官に就任し、ブライの支持者を取り調べ、私文書に目を通し、反乱の最中に総督が植民地から離れることを禁じた1人だった。

### ブライとマッカーサーの対立

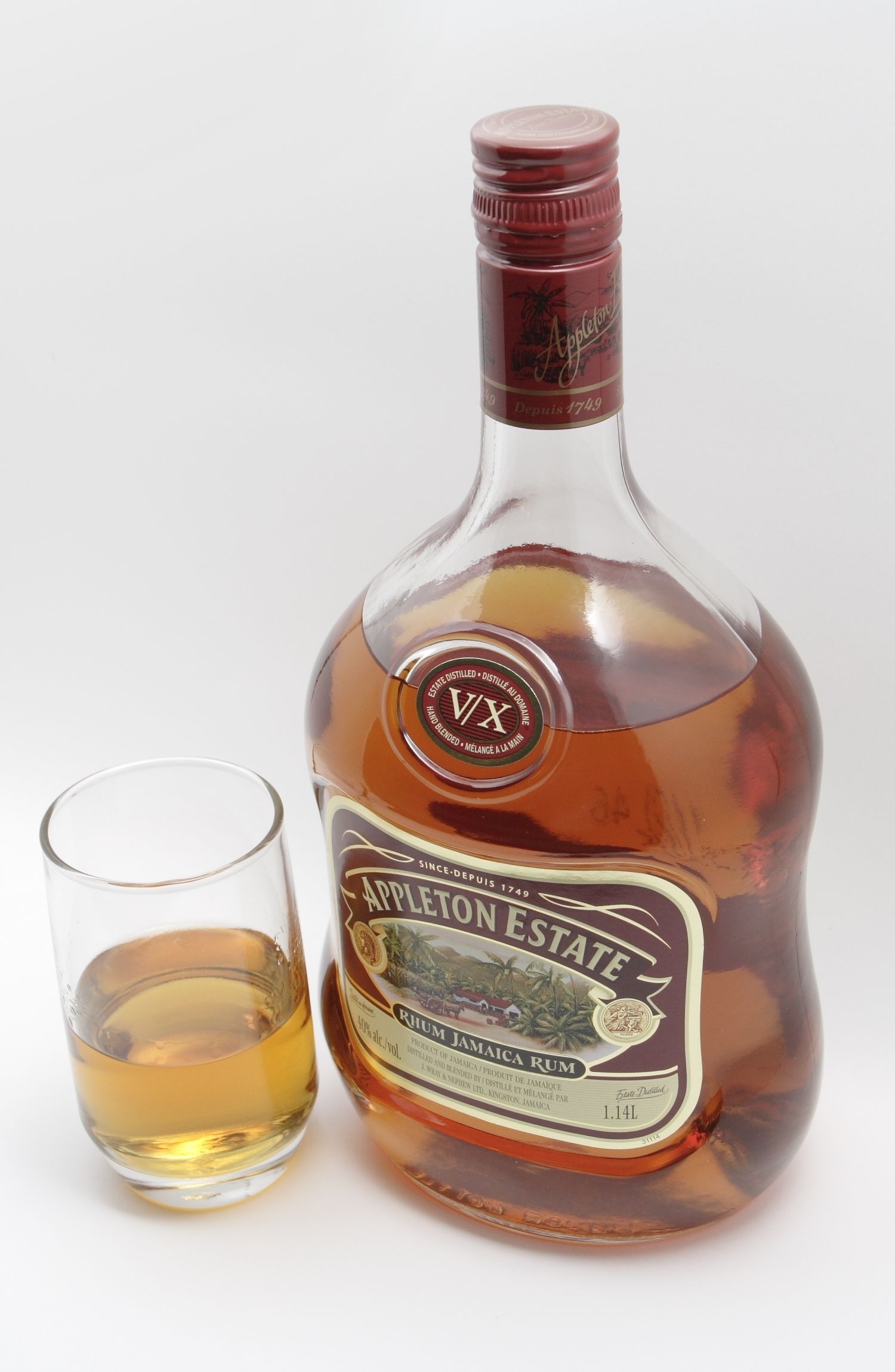
ラム酒

1790年、ジョン・マッカーサーはニューサウスウェールズ軍団の中尉としてオーストラリアに上陸し、1805年には植民地に大きな農地を持ち、商業利権もあった。このマッカーサーは、ブライの前任の何人かの総督と対立し、3回決闘していた。
ブライとマッカーサーの双方の利権はさまざまな点で衝突した。ブライはマッカーサーが、多量のラム酒を軍団に安値で流通させているのをやめさせた。他に、マッカーサーが不法に輸入したとされる蒸留所の操業を止めさせた。マッカーサーが、キング総督から自身に払い下げられた土地の一部に関する利権は、ブライの都市計画利権と衝突した。他にもこの2人は反発し合っており、その中には上陸条例に関する反発も含まれていた。1807年6月、ある犯罪者が密航して、マッカーサーの所有船の1隻でシドニーから逃れ、同じ1807年の12月にその船がシドニーに戻った時、海運業者による条例順守を確かなものにするための保釈保証書は、失効したとみなされた。
1807年12月15日、ブライは法務官のリチャード・アトキンスに、この保証書の件でマッカーサーに出頭指令を出させた。マッカーサーはこれに応じず、逮捕され、その後保釈されて、1808年1月25日に開廷するシドニー刑事裁判所で裁かれることになった。この裁判員はアトキンスと軍団の6人の士官だった。マッカーサーは裁判の準備を整えていたアトキンスに異議を申立てた、それというのもアトキンスは彼の債務者で、根強い対立関係にあったからだ。アトキンスはこれを拒否したが、マッカーサーは他の6人の裁判員と軍団のすべての士官の支持を得てこれに抗議した。法務官なしでの裁判は行われず、法廷は解散した。
ブライは、6人の士官を反抗の廉で告訴し、問題に対処させるべくジョンストン少佐を召還した。ジョンストンは、1月24日夜にアナンデールで軍団の士官たちとの食事から戻る馬車が壊れたため、体調がすぐれないと答えた。

## ブライ総督への判決

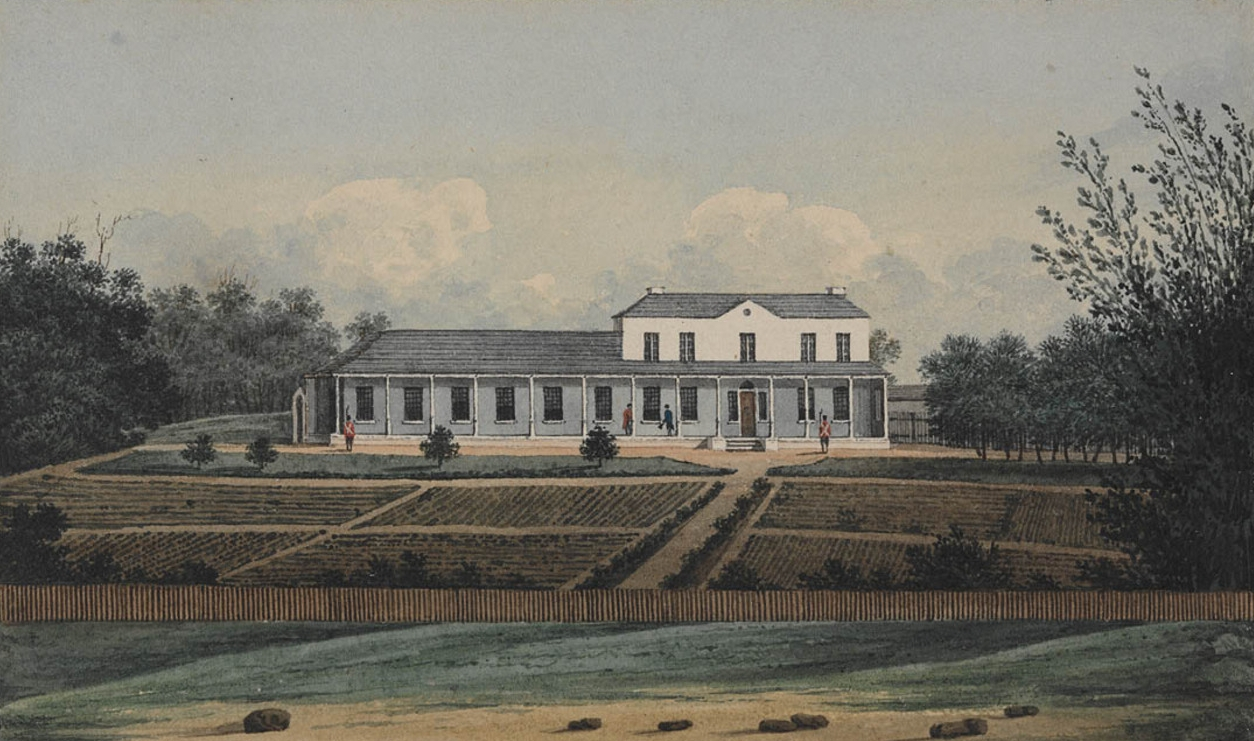
ニューサウスウェールズ政庁の水彩画（1809年頃）

1808年の1月26日の午前、ブライは再びマッカーサーを拘引し、またその時点で軍団の手中にあった召喚令状を取り戻すように命じた。軍団は新しい法務長官の法廷出席と、保釈中のマッカーサーを自由にすることを要求してこれに応えた。ブライは軍団の士官たちを政庁に呼び出して、法務官による告訴に応じさせ、ジョンストンには、軍団のやったことは大逆罪であると考えていると通知した。
ジョンストンは、ブライに代わって刑務所へ行き、マッカーサーを釈放するように指令を発した。その後マッカーサーは、ジョンストンを呼んで、ブライを逮捕した後に植民地の実権を握らせるための請願書を起草した。この請願書は軍団の士官たちと著名な市民が署名をしたが、エバットによると、ほとんどの署名は、恐らくはマッカーサーたちがブライを安全に軟禁して、逃亡の心配がなくなった後になって加えられたものだった。その後ジョンストンは士官たちと謀って、このような指令を発した。それは、ブライが人品賤しからぬ犯罪者であることを告発され、そのため住民はその瞬間から、この植民地にふさわしくない最高権威に権力を行使させることになり、そのふさわしくない者の告発に我が指揮下のすべての士官は加わったというもので、ジョンストンは、ブライに辞任して逮捕を受け入れるよう叫び続けた。

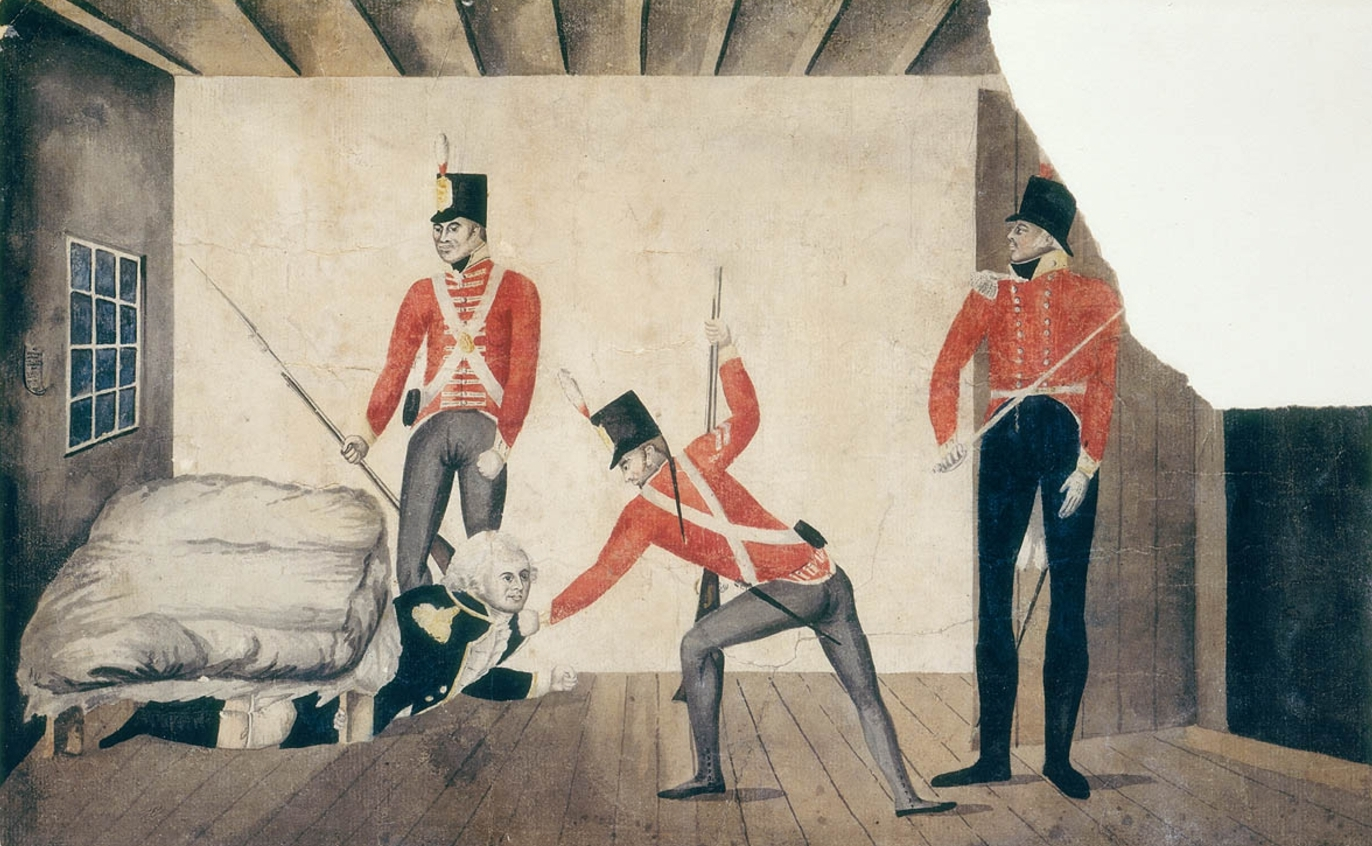
ウィリアム・ブライの逮捕を描いた風刺画、ブライが臆病者であるかのように表現されている。

26日の午後6時、ニューサウスウェールズ軍団のすべての部隊と隊旗がブライを逮捕するべく政庁へ行進した。ブライの娘メアリーがパラソルで邪魔をしたが、トマス・レイコック中尉がついにブライを見つけ出した。ブライは第一礼装の軍服をつけており、ベッドの陰に隠れていた。その場所は、ブライが情報提供の書類を隠していると言い張った場所だった。ブライは風刺画では臆病者のように描かれているが、ジャーナリストのマイケル・ダフィは、もしブライが隠れていたのであれば、そのまま逃げて、軍団による政変を阻止しただろうと主張している。スティーヴン・ダンドー・コリンズも著書「ブライ艦長のもうひとつの反乱」（Captain Bligh's Other Mutiny） でこれに同意しており、ブライはホークスベリーに逃げて、自らを強力に支援する入植者たちを率いて、軍団と対決する計画だったというところまで示唆している。ブライと娘のメアリーは、政庁に監禁された。ブライは法にのっとって解任されない限り、イギリスへ戻るのを拒否した。
ジョンストンは建築技師のチャールズ・グライムズを法務官に任命して、マッカーサーと6人の士官の裁判を命じ、全員無罪となった。その後マッカーサーは植民地事務官に任命され、植民地の商務をうまく切り回した。ブライのもう一人の大きな敵であり、マッカーサーの同盟者であるトマス・ジェイミソンは植民地の海軍士官に任命された、海軍士官の地位は関税や物品税の徴収官と同等であった。ジェイミソンもまた治安判事として復帰し、このため、ジェイミソンと仲間の法務官僚は、ブライの私文書を、免職された総督の悪行の証拠として徹底的に調べた。1809年の6月にジェイミソンはロンドンに発った。自分の事業における権益を強固なものにするため、そして、抵抗勢力へのどの告発においても、ブライへの不利な証言をするためであった。しかし1811年の初頭、ジェイミソンはロンドンで亡くなり、その年の6月に初めて開廷された、ジョンストンの軍法会議での証言の機会は得られなかった。
ブライの逮捕から少したって、無名の画家による逮捕を描いた水彩画がシドニーの、おそらくはオーストラリア初の公共の展覧会に陳列された 。この絵では、兵士が、政庁内の召使のベッドの下にいるブライを引きずり出そうとしているところで、他に2人の兵士がそばに立っている。描かれている2人の兵士は、おそらくはジョン・サザーランドとマイケル・マルバラであり、一番右側にいる兵士は、ウィリアム・ミンチンを表していると思われる。この、現存するオーストラリア初期の政治の風刺画や、それに類する絵画は、戯画と誇張とを使って意図するところを伝えている 。ニューサウスウェールズ軍団の士官たちは、自らをジェントルマンであると考え、ブライを臆病者と描くことで、ブライはジェントルマンでもなく、そのため行政には不向きであることを表現している。そもそもこの絵は、ブライが、都市計画の邪魔になるホイットル上級曹長の家を取り壊すように要求し、ブライとホイットルが口論になったことに端を発している 。ホイットルがこの絵の作成に関与した、あるいは自分でこの絵を描いたのでないかと思われてきたが、彼は教育を受けていなかったため、そうではないと思われている  。

### 新総督の就任

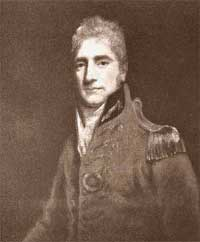
ラックラン・マッコーリー

ブライの失脚の後、ジョンストンは上官で、タスマニアのポート・ダルリンプル（現在のローンセストン）で植民地を建設しているパターソン大佐にこのことを知らせた。パターソンは、本国からはっきりした命令が来るまで、この件に関与するのを渋った。3月になって、ジョセフ・フォヴォー中佐が、総督代理就任の命令を携えてシドニーに戻ってくることを知ったパターソンは、シドニーで優勢を誇っている軍政への対処をフォヴォーにまかせた。
7月にフォヴォーが到着し、植民地業務を引き継いだ、これはマッカーサーをいらだたせた。裁判の結果は本国からもたらされることになっており、ブライの振舞は横柄であったため、フォヴォーはブライを軟禁状態にとどめ置いて、植民地の道路や橋や、公共の建物の改善に注意を向けた、フォヴォーは、こういったものの整備がかなり見過ごされていると感じた。本国からの通知は何ら来ず、フォヴォーはパターソンを1809年1月にシドニーに呼んで、事態を改善するように伝えた。
パターソンはジョンストンとマッカーサーを、裁判のため本国に送り、ブライを、イギリスに戻るという契約書の署名に同意するまで兵舎に監禁した。パターソンは健康が衰えており、パラマタの政庁に引っ込んで、フォヴォーに植民地を切り回しさせた。1809年1月、ブライは10門の物資輸送艦ポーポイズの指揮権を与えられ、その指揮を執りつつイギリスへ戻った。しかしブライはタスマニアのホバートに針路を変え、植民地の支配権を取り戻すため、タスマニアの総督代理であるデヴィッド・コリンズの援助を求めた。コリンズは援助をしなかった。その後ブライは、パターソンの命令によりポーポイズの指揮から外され、1810年の1月までホバート南部のデルウェント川の河口に停泊させられた。
植民地政府はついに、海軍出身の総督を植民地の統治に送り込むことへの不支持を決定した。現在は第102歩兵連隊として知られるニューサウスウェールズ軍団の代わりに、イギリスから第73歩兵連隊を呼び寄せ、その指揮官を総督が務めることにした。ブライは1日だけ総督に復職した後にイギリスへ召喚された。ジョンストンはイギリスで軍法会議に出廷したが、マッカーサーはシドニーで裁判を受けた。第73歩兵連隊の輸送の任務についたのはマイルズ・ナイチンゲール少将だったが、直前になって健康を害したため、ラックラン・マッコーリー少将が代わりに任務についた。1810年1月1日、マッコーリーは仰々しい儀式を経て総督に就任した。

## その後の本国と植民地

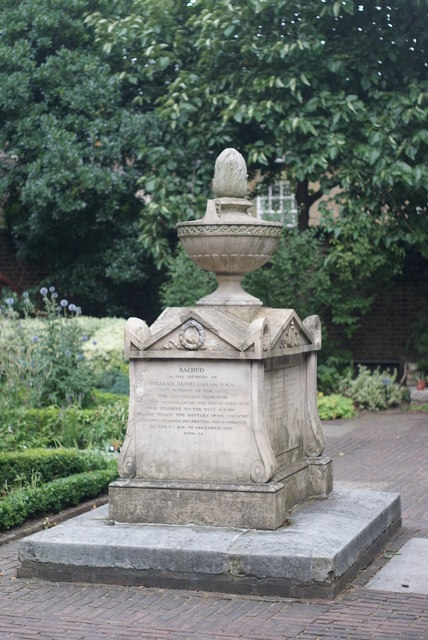
ロンドンにあるブライの墓

マッコーリーは、ジョンストンとマッカーサーに解雇された官僚を復職させ、ブライの官職剥奪以来行われてきた、土地と貯蔵物の払い下げを撤回したが、ことを穏便に進めるため、自身が適切な資金援助を行って、払い下げ撤回への報復を起こさせないようにした。マッコーリーの到着を知ったブライはシドニーへ向かい、1810年1月17日に到着して、予定されているジョンストンの軍法会議の証拠を集めた。ジョンストンは5月12日に裁判のためイギリスに発ち、1810年10月25日にヒンドスタンに乗艦して戻ってきた。
ニューサウスウェールズとイギリス双方の非公式な主張によれば、イギリスの政府筋は、マッカーサーとジョンストンがブライを告発したことも、ブライの、植民地での重要人物の容認できない行為を告発した、苛立ちをかくせない手紙も痛感してはいなかった。ジョンストンは軍法会議で有罪となり、懲戒免職された。可能な限りの一番軽い罰則だった。これでジョンストンは自由市民として、自分の地所である、シドニーのアナンデールに戻ることができた。マッカーサーは裁判を受けなかったが、1817年までニューサウスウェールズに戻るのを拒否された。彼は自分の不正行為を認めたからだった。
ブライの少将への昇進は、ジョンソンの裁判まで延ばされた。その後、書類の日付を1810年7月31日までさかのぼらせ、ブライは保留されていた昇進を受けた。海軍本部で引き続き軍人としての職務についたが、指揮官として艦を与えられることはなく、1817年にガンで死亡した。
マッコーリーはフォヴォーの行政を強く脳裏に焼き付けた。タスマニアの総督代理を決める際、マッコーリーはコリンズの後継者としてフォヴォーを強く推薦した、彼以外にふさわしい者は考えられなかったからだ。その一方でブライに関しては、その代理はできないと考えていた。しかし、1810年にフォヴォーが帰国すると、彼はブライの官位剥奪と投獄に同意したかどで軍法会議にかけられ、マッコーリーの推薦は無視された。1811年にフォヴォーは現役に復帰して、グリーク軽歩兵隊の中佐に昇進し、その後は平凡な軍人としての人生を送って、最終的に中将にまで昇進した。

## 反乱の理由
ジャーナリストのマイケル・ダフィーは2006年に次のように書いている。
ラム酒の反乱は、広く誤解を受けたがために歴史上の忘却へと滑り落ちてしまった。独裁者ブライが、ニューサウスウェールズ軍団の士官やマッカーサーのような商人の取引によってもたらされた、ラム酒の莫大な利益に脅威をもたらしたため、失脚させられたというのが一般的な見方である。この見方は、党派同士での口論に過ぎず、道徳の観点から見てほめられたものではない。
しかし、この争いは単なる口論よりももっと深刻である。これの本質は、長きにわたる、政府と個人事業家との権力への争いの到達点であり、植民地の将来性とあるがままの姿との戦いである。初期の総督たちはニューサウスウェールズを、小作農である前科者と、政府発行通貨とによって経営される広範囲な監獄としたがっていた。
ダフィーはさらに、この反乱は、ラム酒については考慮に入れられていなかったと言う。当時ほとんどのものが、この反乱はラム酒に原因があるとは考えなかった。ブライは一時的にラム酒の価格を急落させて、それを敵になすりつけようとしたが、なんら証拠のないままブライは去って行った。
それから多くの歳月が流れ、1855年、イギリス人クエーカー教徒のウィリアム・ホウィットがオーストラリアの風俗史を出版した。多くの絶対禁酒者の例にもれず、ホウィットも世間の諸問題はアルコールであると非難するのに熱心だった。ホウィットはブライに味方し、ラム酒の反乱という言葉を作り出し、それ以来この言葉が定着した。
初期オーストラリアの博物学では、マッカーサーの不平は馬鹿げていると一蹴し、エバットの言を引用して、法的には、3つの罪状のうち2つは、治安妨害を含めてマッカーサーにあるとしている 。ダフィーもエバットも、ブライの行ったことは正しいと述べている。ブライは法に則った権威だからである。加えて、投獄された人々、また同様に法廷に脅しをかけた人々は、この権威が持つ意志を認めなかった、これは法的に問題があるとしている。ダフィーは、ジョンストンが裁判のために1月25日に出頭していれば、反乱は起きなかったと言う。